# (500128) 2012 CD25
(500128) 2012 CD25 es un asteroide perteneciente al cinturón de asteroides, descubierto el 13 de febrero de 2012 por el equipo del Pan-STARRS desde el Observatorio de Haleakala, Hawái, Estados Unidos.

## Designación y nombre
Designado provisionalmente como 2012 CD25.

## Características orbitales
2012 CD25 está situado a una distancia media del Sol de 2,224 ua, pudiendo alejarse hasta 2,290 ua y acercarse hasta 2,158 ua. Su excentricidad es 0,029 y la inclinación orbital 6,639 grados. Emplea 1211,96 días en completar una órbita alrededor del Sol.

## Características físicas
La magnitud absoluta de 2012 CD25 es 17,7.